# Cantó de Ròcavaira
El cantó de Ròcavaira  és un cantó francès del departament de les Boques del Roine, situat al districte de Marsella. Té 9 municipis i el cap es Ròcavaira.

## Municipis
- Auriòu
- Brecòda
- Bolhadiça
- Ca d'Oliva
- La Destroça
- Griasca
- Puegpin
- Ròcavaira
- Sant Savornin

| Data d'elecció                           | Identitat          | Partit | Qualitat |
| ---------------------------------------- | ------------------ | ------ | -------- |
| 1957-1976                                | Isidore Gautier    | PCF    |          |
| 1976-2008                                | Francis Pellissier | PCF    |          |
| 2008-                                    | Danièle Garcia     | PS     |          |
| les dades anteriors no són pas conegudes |                    |        |          |